# Далекий Микола Олександрович
Далекий Микола Олександрович (справжнє прізвище — Алексєєв) (рос. Далёкий Николай Александрович; 9 листопада 1909, с. Димине, нині Кіровоградська область — 3 жовтня 1976, Львів) — радянський український і російський письменник і сценарист.

## Життєпис
Вчився на сценарному факультеті Московського державного інституту кінематографії (1931–1935). Був редактором-консультантом на Київській кіностудії (1936–1937 і 1939).
Учасник німецько-радянської війни, має бойові нагороди.
Автор збірок нарисів і оповідань:
- «Зустріч» — 1947,
- «Не відкриваючи обличчя» — 1950,
- «Практика Сергія Рубцова» — 1957,
- «Ромашка» — 1959,
- роман «По живу і мертву воду» — 1968,
- «Танки на мосту!» — 1971,
- «Полювання на тигра» — 1974,
- «Чудесні трави».

За його сценаріями поставлено художню кінокартину «Щедре літо» (1950, з Євгеном Помєщиковим), мультфільм «Лісова змова» (1937) й документальні стрічки: «Великі зміни», «Нефтяники Борислава» (1951) та інші.
Помер у Львові, похований на Личаківському кладовищі, поле № 86.